# Реч (Реканско)
Реч (изписване до 1945 година: Рѣчъ; на македонска литературна норма: Реч) е бивше село в Северна Македония, на територията на община Гостивар.

## География
Развалините на селото са разположени в областта Горна Река, в подножието на Кораб по горното течение на Радика между развалините на селата Щировица и Стрезимир.

## История
В XIX век Реч е разделено в конфесионално отношение албанско село в Реканска каза на Османската империя. В „Етнография на вилаетите Адрианопол, Монастир и Салоника“, издадена в Константинопол в 1878 година и отразяваща статистиката на населението от 1873 година, Рече (Rétché) е посочено като село с 30 домакинства, като жителите му са 93 албанци православни.
Според статистиката на Васил Кънчов („Македония. Етнография и статистика“) в 1900 година Рѣчъ има 150 жители арнаути християни и 140 арнаути мохамедани.
На Етнографската карта на Битолския вилает на Картографския институт в София от 1901 година Рече (Река) е чисто албанско, но смесено православно-мюсюлманско село в Реканската каза на Дебърския санджак с 28 къщи.
Според митрополит Поликарп Дебърски и Велешки в 1904 година в Реч има 12 сръбски къщи. Според секретаря на Българската екзархия Димитър Мишев („La Macédoine et sa Population Chrétienne“) в 1905 година християнското население на Реч (Retch) се състои от 72 албанци.
При избухването на Балканската война в 1912 година един човек от Реч е доброволец в Македоно-одринското опълчение.

## Личности
Родени в Реч
- Александър Арсов, македоно-одрински опълченец, хлебар, неграмотен, 2 рота на 9 велешка дружина[7]